# 圣雅克叙达尔内塔勒
圣雅克-叙达尔内塔勒（法語：Saint-Jacques-sur-Darnétal，法語發音：[sɛ̃ ʒak syʁ daʁnetal]，意为“达尔内塔勒上方的圣雅克”）是法国滨海塞纳省的一个市镇，属于鲁昂区。

## 地理
圣雅克-叙达尔内塔勒（49°26'25"N, 1°12'11"E）面积16.71 平方千米，位于法国诺曼底大区滨海塞纳省，该省份为法国北部沿海省份，其西部及北部濒大西洋英吉利海峡，东起顺时针与索姆省、瓦兹省、厄尔省和卡爾瓦多斯省接壤。
与圣雅克-叙达尔内塔勒接壤的市镇（或旧市镇、城区）包括：布瓦莱韦克、达尔内塔勒、普雷欧、龙什罗勒-叙勒维维耶、圣欧班-埃皮奈、圣莱热迪布尔德尼。
圣雅克-叙达尔内塔勒的时区为UTC+01:00、UTC+02:00（夏令时）。

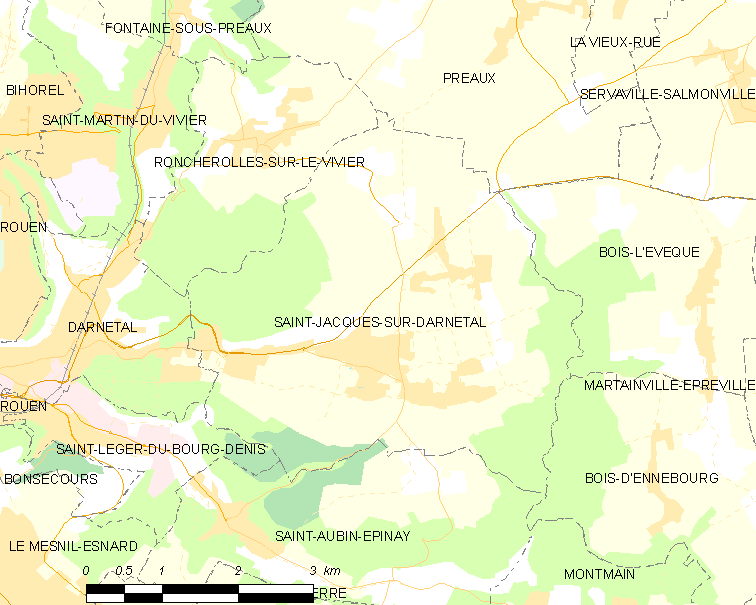
圣雅克-叙达尔内塔勒的OSM定位图

## 行政
圣雅克-叙达尔内塔勒的邮政编码为76160，INSEE市镇编码为76591。

## 政治
圣雅克-叙达尔内塔勒所属的省级选区为达尔内塔勒县。

## 人口

1962-2008年间圣雅克-叙达尔内塔勒人口变化图示

圣雅克-叙达尔内塔勒于2022年1月1日时的人口数量为3134人。